# 출발! 부산대행진
김은미의 출발! 부산대행진은 TBN 부산교통방송(FM 94.9㎒)에서 평일 아침 7시부터 아침 8시 53분까지 방송되는 부산권 지역의 출근길 아침 라디오 프로그램이다.

## 프로그램 소개
- 아침을 활기차게, 운전은 안전하게 오늘의 출발! 부산대행진하세요~

## 코너소개

### 매일 코너
- AI 교통 캠페인송 - AI를 활용한 교통 캠페인 송과 함께해요~
- 교통을 보여줘/ 건강을 지켜줘! - 아침부터 보여주고 지켜줘! (교통,도로 관련 사진 제보 및 저속노화 건강법)
- 출발 뉴스 브리핑 - 출근길에 알아두면 유익한 뉴스 브리핑(아주경제 박연진 기자)
- 출발 행진 퀴즈! - 아침을 시작하는 타이밍에 풀어보는 행진 퀴즈
- 오늘의 결제자(결정적 교통제보자) - 오늘 아침 결정적 교통제보를 통해 출발 청취자들에게 선한 영향력을 행사한 결.제.자 선정

## 요일 코너

### 월요일
- 대행찐! 날씨예감 : 기후의 변화가 일상에 큰 영향을 미치는 기후시대, 날씨를 예감합니다(맹소영 날씨칼럼니스트))
- 국민생명살리기 프로젝트 : 교통(안전)사고를 줄입시다 부산시, 부산경찰청, 소방재난본부, 고속도로 순찰대와의 공동협업!
- 출발 교통 레이더 with 결.제.자 : 월요일의 결정적인 교통제보를 전해준 결.제.자 청취자와 살펴보는 교통 레이더

### 화요일
- 다다익선 다둥이네 : 저출생 시대 다자녀 가족 정책의 모든것, 화목한 다둥이 가족 인터뷰(부산시 출산보육과)
- 드라이빙 잉글리쉬 : 실생활에 필요한 교통, 운전 관련 짧은 영어 표현 (영어강사 제니스)
- 이현욱의 꼭 필요한 노무이야기 : 노동 및 노무와 관련된 다양한 정보 소식 (노무법인 정암 이현욱 노무사)

### 수요일
- 최동호의 스포츠타임 : 한 주간 주요 스포츠 뉴스 업데이트 (최동호 스포츠 칼럼니스트)
- 출발 교통 안전신문고/교통리포트 : 부산시민들의 교통 및 안전불편제보 해결/ 교통 이슈 (취재리포터 김세훈)

### 목요일
- 슬기로운 운전생활 : 안전운전 생활화를 위한 팁과 정보 제공(황준승 교통과 사람들 연구소장)
- 청년의 시선 : 부산 청년들의 시선으로 본 이슈 및 사회 관심사(부산대/부경대 대학언론사)

### 금요일
- 기차로 떠나는 힐링여행 : 힐링 기차역 코스(동해선 등) 소개(전국매일신문 정대영 기자)
- 칭찬합시다 : 청취자가 선정한 칭찬 릴레이, 칭찬타임
- 출발 생생 인터뷰 : 화제가 되는 주제, 인물에 대한 인터뷰
- 신청곡 플리즈 : 청취자 신청 플리(플레이 리스트) 선곡
- 힐링무비 : 스트레스 해소 힐링 무비 추천(영화평론가 구형준)